# Cuincy
Cuincy [kwɛ̃si] est une commune française située dans le département du Nord et la région Hauts-de-France. Située à trois kilomètres de la Place d'armes de Douai et à 35 kilomètres de Lille, Cuincy s'étend sur 701 hectares dont 26 hectares d'espaces verts.
Les habitants de Cuincy sont appelés les Cuincynois.

## Géographie

### Localisation
| Esquerchin      | Lauwin-Planque |                   |
| Quiéry-la-Motte | Cuincy         | Douai             |
|                 | Brebières      | Lambres-lez-Douai |

### Hydrographie

#### Réseau hydrographique
La commune est située dans le bassin Artois-Picardie. Elle est drainée par l'Escrebieux, le Faubourg et divers autres petits cours d'eau,.
L'Escrebieux, d'une longueur de 12 km, prend sa source dans la commune de Izel-lès-Équerchin et se jette  dans le canal de la Deûle à Flers-en-Escrebieux, après avoir traversé sept communes. 

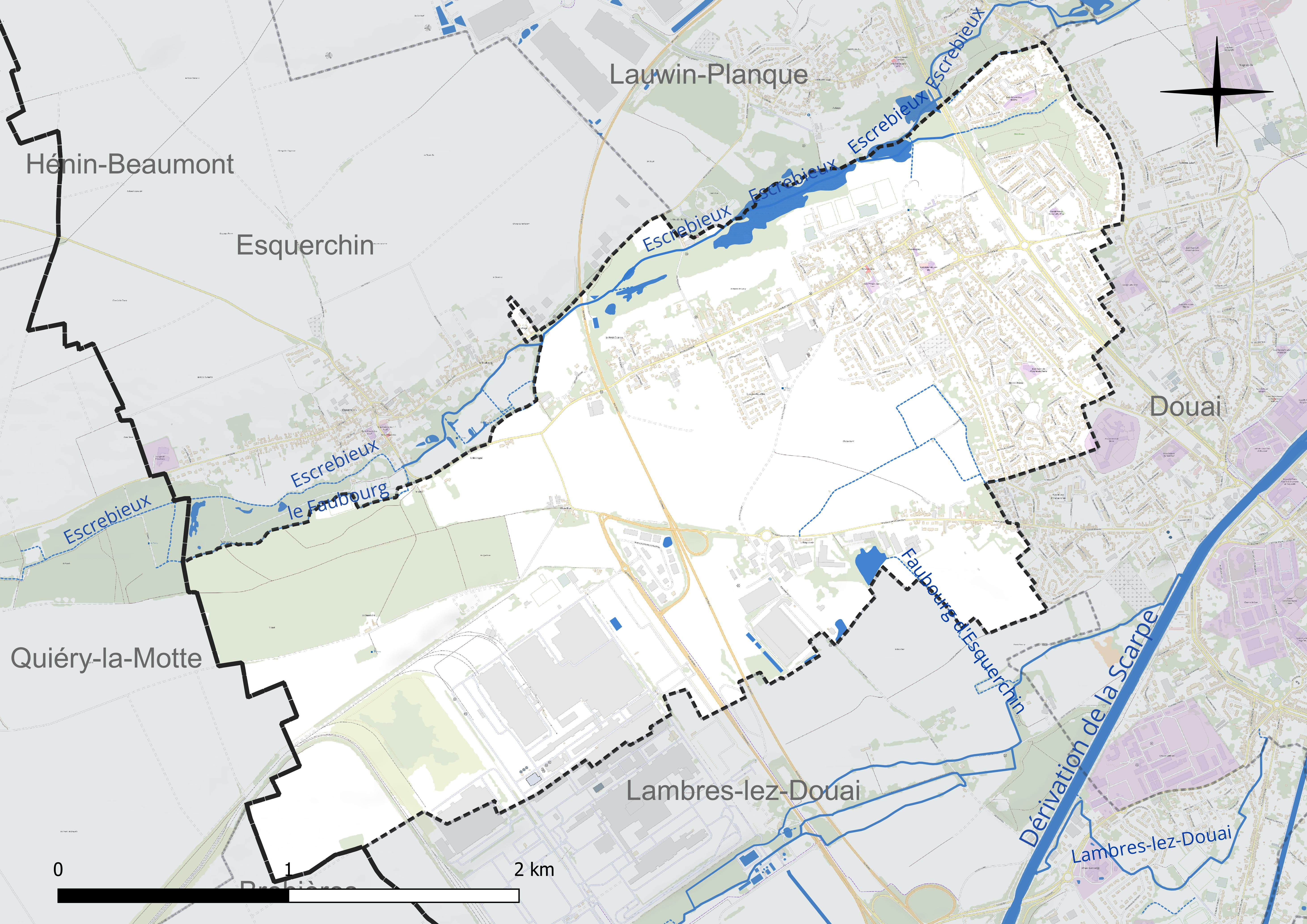
Réseau hydrographique de Cuincy.

#### Gestion et qualité des eaux
Le territoire communal est couvert par le schéma d'aménagement et de gestion des eaux (SAGE) « Scarpe amont ». Ce document de planification concerne un territoire de 553 km2 de superficie, délimité par le bassin versant de la Scarpe amont et se composant de trois vallées : celle de la Scarpe, du Gy et du Crinchon. Le périmètre a été arrêté le 15 juillet 2010 et le SAGE proprement dit a été approuvé le 19 décembre 2023. La structure porteuse de l'élaboration et de la mise en œuvre est la communauté urbaine d'Arras. 
La qualité des cours d'eau peut être consultée sur un site dédié géré par les agences de l'eau et l'Agence française pour la biodiversité. 

### Climat
Pour des articles plus généraux, voir Climat des Hauts-de-France et Climat du Nord.
En 2010, le climat de la commune est de type climat océanique dégradé des plaines du Centre et du Nord, selon une étude du CNRS s'appuyant sur une série de données couvrant la période 1971-2000. En 2020, Météo-France publie une typologie des climats de la France métropolitaine dans laquelle la commune est exposée à un climat océanique et est dans la région climatique  Nord-est du bassin Parisien, caractérisée par un ensoleillement médiocre, une pluviométrie moyenne régulièrement répartie au cours de l'année et un hiver froid (3 °C). 
Pour la période 1971-2000, la température annuelle moyenne est de 10,6 °C, avec une amplitude thermique annuelle de 14,4 °C. Le cumul annuel moyen de précipitations est de 719 mm, avec 12,1 jours de précipitations en janvier et 8,9 jours en juillet. Pour la période 1991-2020, la température moyenne annuelle observée sur la station météorologique la plus proche, située sur la commune de Douai à 3 km à vol d'oiseau, est de 11,0 °C et le cumul annuel moyen de précipitations est de 729,2 mm,. Pour l'avenir, les paramètres climatiques de la commune estimés pour 2050 selon différents scénarios d'émission de gaz à effet de serre sont consultables sur un site dédié publié par Météo-France en novembre 2022.
| Mois                                  | jan.             | fév.             | mars             | avril         | mai             | juin          | jui.           | août          | sep.          | oct.          | nov.            | déc.          | année      |
| ------------------------------------- | ---------------- | ---------------- | ---------------- | ------------- | --------------- | ------------- | -------------- | ------------- | ------------- | ------------- | --------------- | ------------- | ---------- |
| Température minimale moyenne (°C)     | 1,3              | 1,5              | 3,3              | 5,3           | 8,6             | 11,4          | 13,4           | 13,2          | 10,7          | 7,7           | 4,4             | 2             | 6,9        |
| Température moyenne (°C)              | 3,8              | 4,5              | 7,3              | 10,4          | 13,8            | 16,7          | 18,8           | 18,7          | 15,6          | 11,6          | 7,3             | 4,4           | 11,1       |
| Température maximale moyenne (°C)     | 6,4              | 7,5              | 11,3             | 15,5          | 18,9            | 22            | 24,3           | 24,3          | 20,6          | 15,5          | 10,1            | 6,8           | 15,3       |
| Record de froid (°C) date du record   | −19,5 14.01.1982 | −13,5 07.02.1991 | −10,5 07.03.1971 | −4,1 11.04.03 | −1,3 05.05.1996 | −3 02.06.1962 | 3,5 01.07.1984 | 5 28.08.1978  | 2 25.09.1979  | −4,4 24.10.03 | −8,3 26.11.1989 | −13 18.12.10  | −19,5 1982 |
| Record de chaleur (°C) date du record | 15,4 18.01.07    | 18,8 26.02.19    | 23 29.03.1968    | 28,2 15.04.07 | 31,3 12.05.1998 | 35,8 27.06.11 | 41,9 25.07.19  | 37,4 10.08.03 | 34,8 15.09.20 | 29,2 01.10.11 | 20,7 12.11.1995 | 15,6 07.12.00 | 41,9 2019  |
| Précipitations (mm)                   | 59,5             | 49,9             | 52,6             | 41,4          | 57              | 65,7          | 70,2           | 71,6          | 57,6          | 63,3          | 72,5            | 75,3          | 736,6      |

## Urbanisme

### Typologie
Au 1er janvier 2024, Cuincy est catégorisée grand centre urbain, selon la nouvelle grille communale de densité à sept niveaux définie par l'Insee en 2022.
Elle appartient à l'unité urbaine de Douai-Lens, une agglomération inter-départementale regroupant 67  communes, dont elle est une commune de la banlieue,,. Par ailleurs la commune fait partie de l'aire d'attraction de Douai, dont elle est une commune du pôle principal,. Cette aire, qui regroupe 61 communes, est catégorisée dans les aires de 50 000 à moins de 200 000 habitants,.

### Occupation des sols
L'occupation des sols de la commune, telle qu'elle ressort de la base de données européenne d'occupation biophysique des sols Corine Land Cover (CLC), est marquée par l'importance des territoires artificialisés (51,3 % en 2018), en augmentation par rapport à 1990 (44,2 %). La répartition détaillée en 2018 est la suivante : 
terres arables (32,5 %), zones urbanisées (30,8 %), zones industrielles ou commerciales et réseaux de communication (20,5 %), forêts (14,4 %), prairies (1,6 %), zones agricoles hétérogènes (0,2 %). L'évolution de l'occupation des sols de la commune et de ses infrastructures peut être observée sur les différentes représentations cartographiques du territoire : la carte de Cassini (XVIIIe siècle), la carte d'état-major (1820-1866) et les cartes ou photos aériennes de l'IGN pour la période actuelle (1950 à aujourd'hui).

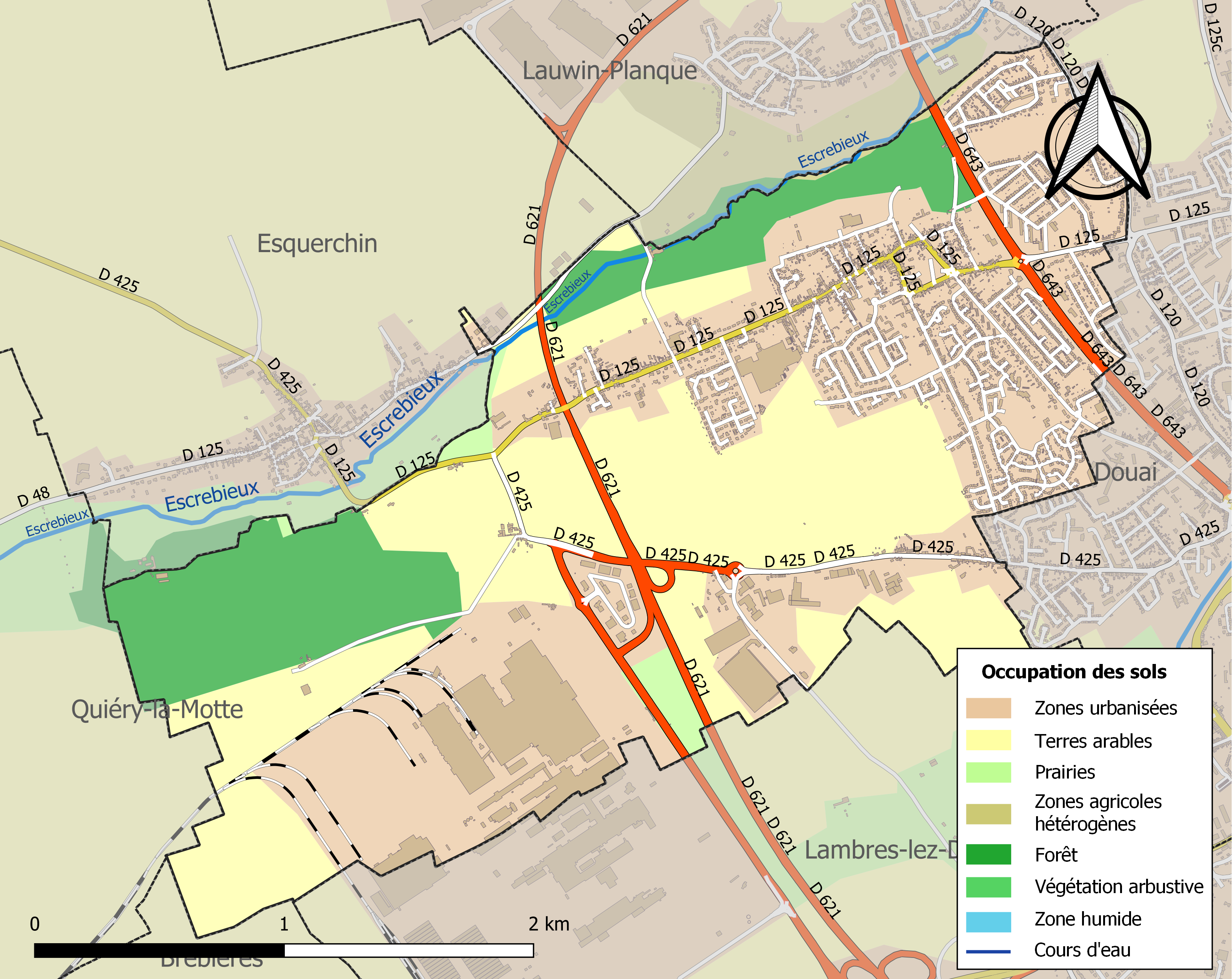
Carte des infrastructures et de l'occupation des sols de la commune en 2018 (CLC).

### Voies de communication et transports
Cuincy est desservie par les lignes 2, 6, 15, 17 et 109 du réseau urbain Évéole ainsi que par la ligne 413 du réseau interurbain du Pas-de-Calais.

## Toponymie
D'après Maurits Gysseling, Cuincy, comme Cuinchy (dans le département du Pas de Calais) proviendrait d'un anthroponyme gallo-romain, Quintius (> Quintiacum, appartenant à Quintius).

## Histoire
Au XIIIe siècle, deux seigneuries se partageaient Cuincy : Cuincy-Prévot ainsi nommée parce que le seigneur était prévôt de Douai et Cuincy-Baudouin du nom d'un seigneur de Haynin.
La terre de Cuincy-le-Prévôt devint une baronnie, par lettres du roi d'Espagne du 20 septembre 1585 en faveur d'Antoine Blondel, puis un marquisat en 1739 pour les d'Aoust de Jumelles. En 1585, la terre de Cuincy-le-Prévôt est appelée Le Grand Cuincy. Elle contient château, forteresse, jardinages, prairies, basse-cour, arbres, édifices, 220 mesures de terre à labour (environ 100 hectares). Elle est tenue et mouvante en seigneurie vicomtière de la terre et seigneurie de Lambre, bailliage d'Oisy, au pays et comté d'Artois.
Par lettres données à Versailles en janvier 1698, la terre de Villers-au-Bois  est érigée en comté donnant droit au titre de comte en faveur de Philippe-François de la Motte, baron de Cuincy, seigneur de Villers-au-Bois, du Troncquoy et de Pibremont, capitaine de cavalerie. La bénéficiaire a mené une carrière au service du roi depuis au moins 1677 et a participé à de nombreuses actions. La terre de Villers-au-Bois relève du roi à cause du château de Béthune. Elle consiste en un château, maison, terres labourables, rentes foncières, bois. Plusieurs fiefs en relèvent, elle a la justice vicomtière et basse (justice seigneuriale) le seigneur est le fondateur de l'église du lieu.
De cette noblesse cuincynoise, il ne reste plus rien aujourd'hui ou presque, sinon des vestiges de leurs descendances ou de leurs successeurs. Du château de Cuincy-Prévost, il ne subsiste que la ferme devenue, après l'achat par la Commune, le Centre de culture et de loisirs Louis Aragon en 1985.
La remise des carrosses surmontée d'un beau pigeonnier abrite la Bibliothèque municipale Albert Camus.
Le château des Baudouins, qui était situé au Petit Cuincy, a depuis longtemps disparu. Ce serait, semble-t-il, sur ces fondations qu'un château de style renaissance a été bâti à la fin du XIXe siècle. Il est resté intact alors que les deux autres châteaux ont été détruits en 1918 par les Allemands dans leur retraite.[réf. nécessaire]

### Situation administrative

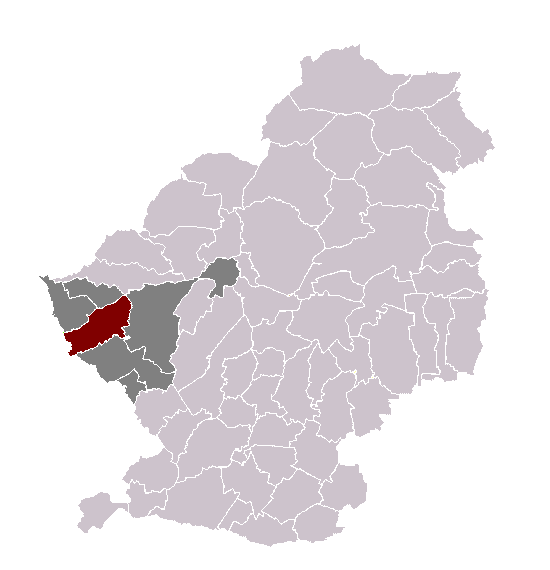
Cuincy dans son canton et son arrondissement.

## Politique et administration

### Tendances politiques et résultats
Lors du premier tour des élections municipales le 15 mars 2020, vingt-neuf sièges sont à pourvoir ; on dénombre 4 866 inscrits, dont 2 018 votants (41,47 %), 38 votes blancs (1,88 %) et 1 921 suffrages exprimés (95,19 %). La liste étiquetée divers gauche Ensemble pour l'avenir de Cuincy menée par le maire sortant Claude Hégo recueille 1 303 voix (67,83 %) et remporte ainsi vingt-cinq sièges au conseil municipal contre quatre pour la liste étiquetée divers gauche Cuincy, pour vous et avec vous ! menée par Frédéric Duval avec 618 voix (32,17 %),. Sur la liste de ce dernier figure en 13e place l'ancien maire Bernard Wagon.

### Liste des maires
Maire de 1802 à 1807 : Bray,.
Maire en 1808 : Daoust.
Le compositeur Jules d'Aoust a été conseiller général du canton d'Arleux de 1861 à 1870, tandis que Bernard Wagon a occupé la même fonction pour le canton de Douai-Sud-Ouest de 1994 à 2001.
| Identité                                             | Période       | Période                                   | Durée                      | Étiquette        |
| Identité                                             | Début         | Fin                                       | Durée                      | Étiquette        |
| ---------------------------------------------------- | ------------- | ----------------------------------------- | -------------------------- | ---------------- |
| Jules d'Aoust (16 mars 1817 - 21 janvier 1886)       | 1856          | 1885                                      | 29 ans                     | divers gauche    |
| Pierre D'Hour (d) (mort le 23 mars 1908)             | 1886          | 1908                                      | 22 ans                     |                  |
| Félix Robaut (d)                                     | décembre 1919 | 1941                                      | 22 ans                     |                  |
| Désiré Morel (d)                                     | 1941          | 1945                                      | 4 ans                      |                  |
| Florent Saudemont (d)                                | 1945          | octobre 1947                              | 2 ans                      |                  |
| François Cornu (d)                                   | octobre 1947  | mars 1959                                 | 11 ans et 5 mois           |                  |
| Adolphe Waymel (d) (9 septembre 1913 - 29 août 1988) | mars 1959     | mars 1971                                 | 12 ans                     |                  |
| Marc Mercier (d) (12 mai 1917 - 24 mars 1993)        | mars 1971     | années 1980                               |                            |                  |
| Jean Lenne (d) (23 juin 1945 - 22 mai 1994)          | années 1980   | années 1990                               |                            |                  |
| Roger Piétin (d) (17 mars 1928 - 12 janvier 1999)    | années 1990   | 12 janvier 1999 (mort en cours de mandat) |                            | Parti socialiste |
| Bernard Wagon (d), (27 mars 1946 - 30 août 2020)     | 1999          | mars 2014                                 | 15 ans                     | Parti socialiste |
| Claude Hégo (d), (né le 7 juin 1958)                 | 30 mars 2014  | En cours                                  | 11 ans, 4 mois et 12 jours | divers gauche    |

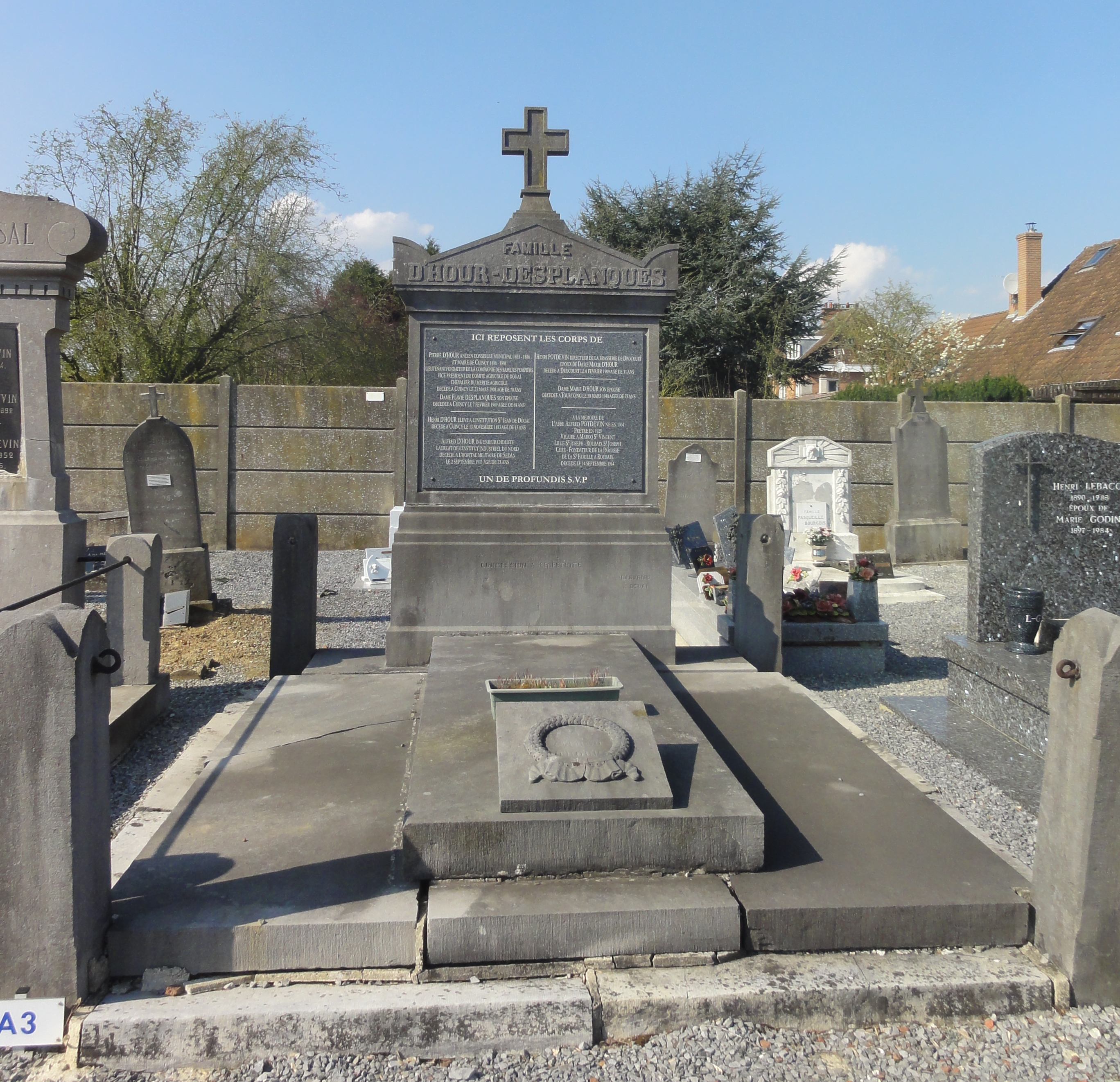
Tombe de Pierre D'Hour.
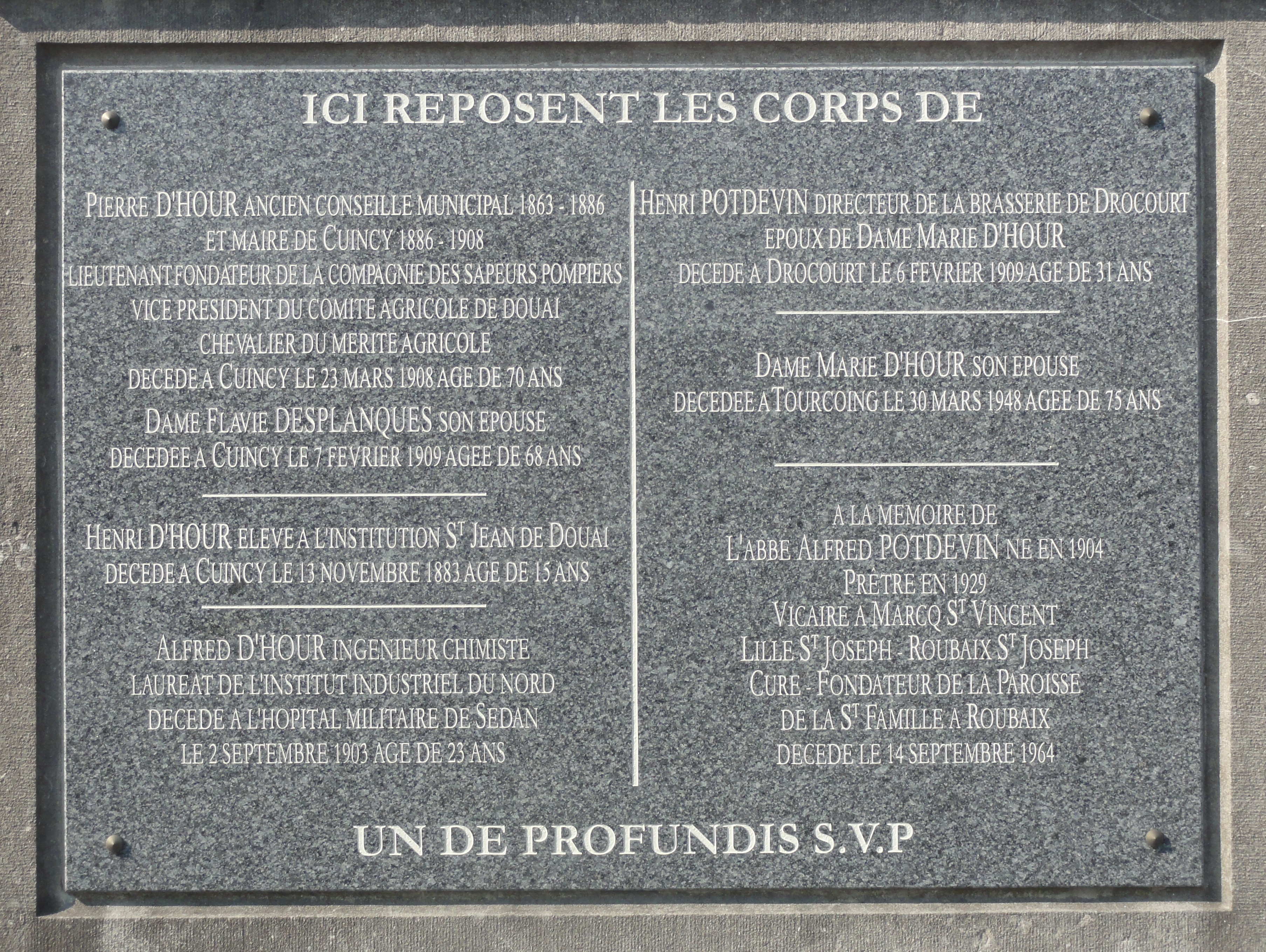
Tombe de Pierre D'Hour.
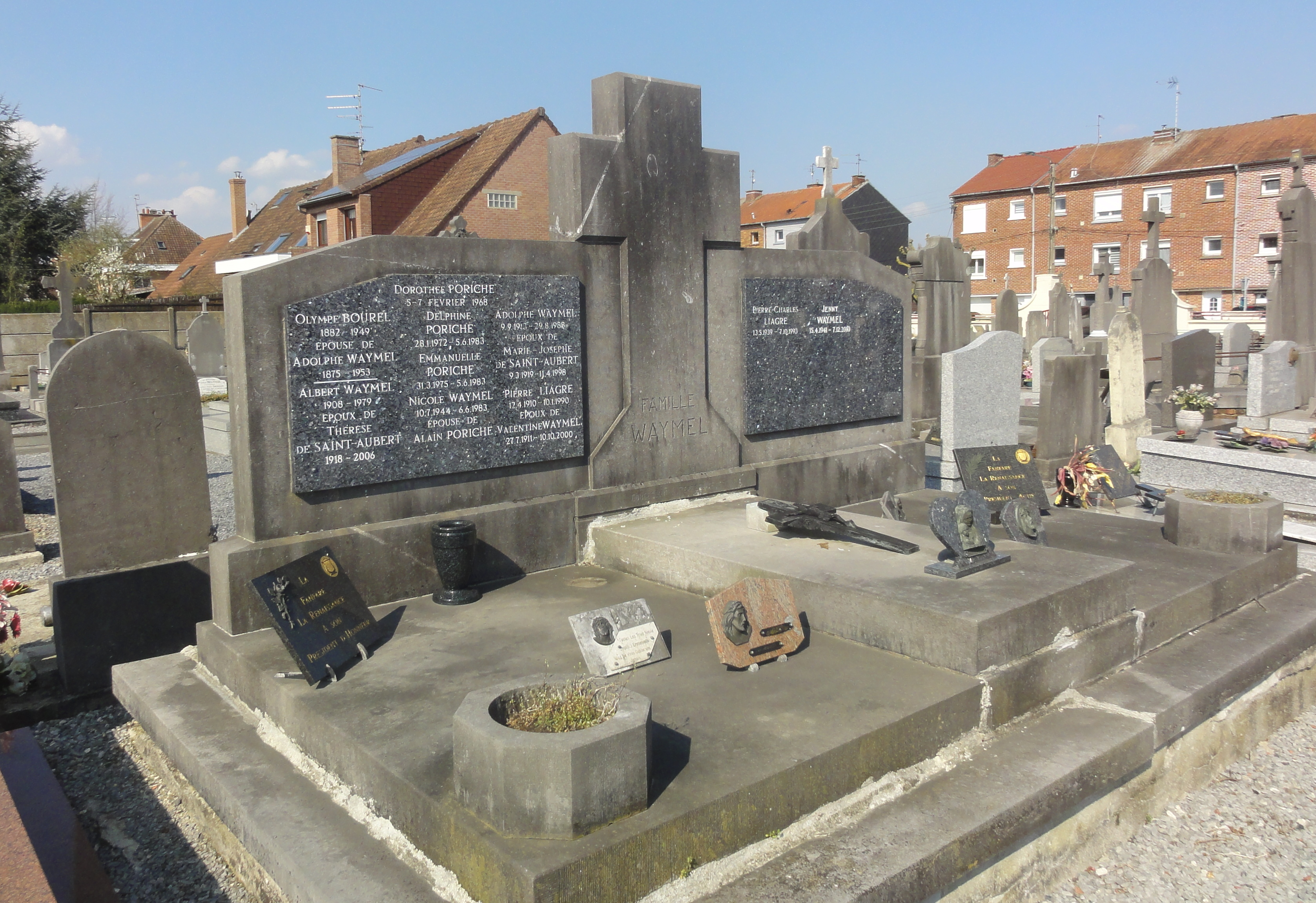
Tombe d'Adolphe Waymel.
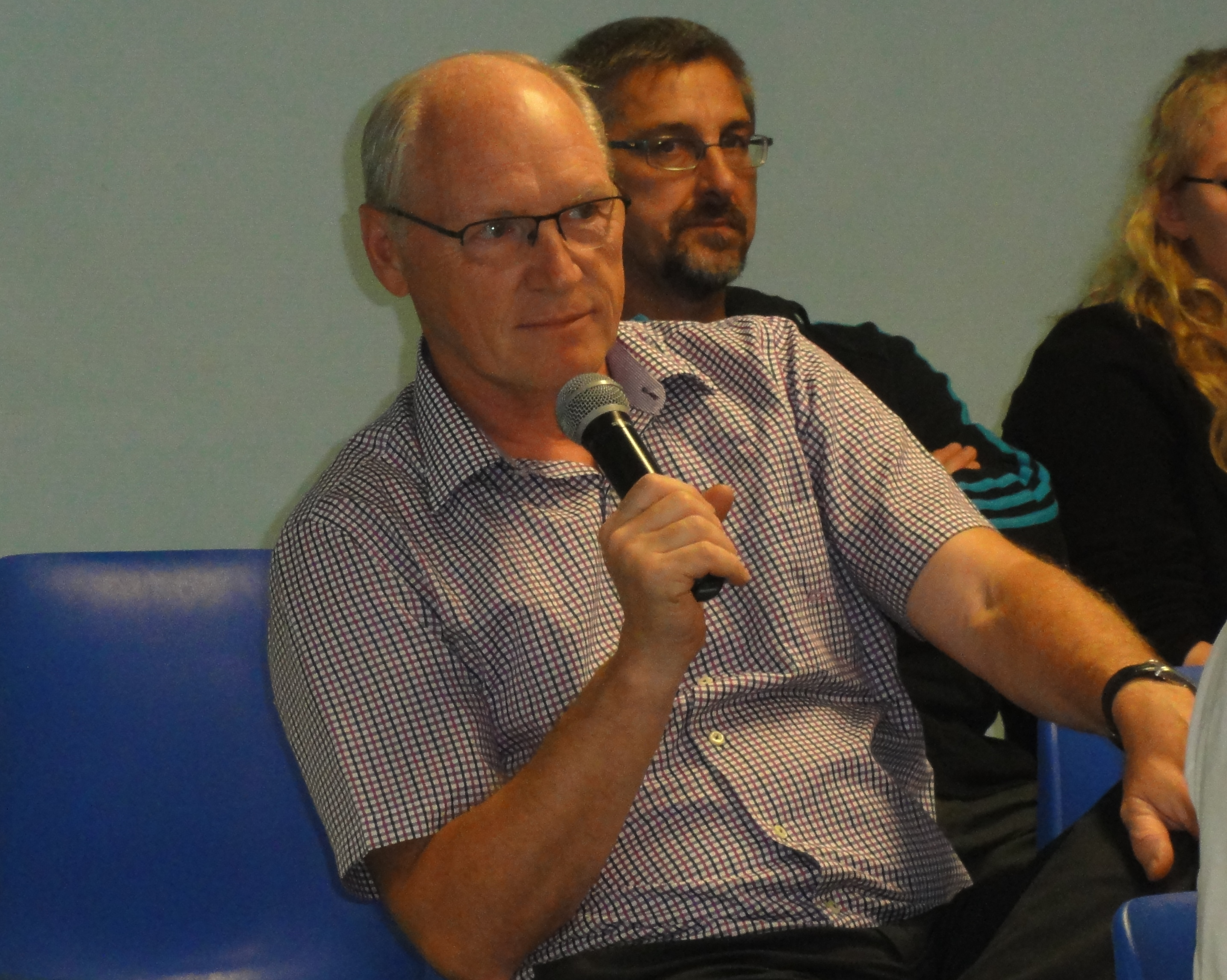
Claude Hégo en juin 2018.

### Instances judiciaires et administratives
La maison d'arrêt de Douai, ouverte en 1907, est située sur le tertiaire de la commune. C'est dans la cour de cet établissement qu'a eu lieu la dernière exécution capitale d'un citoyen français, Jérôme Carrein, le 23 juin 1977 à l'aube.

### Politique environnementale
La commune a été classée deux fleurs au concours des villes et villages fleuris.

### Jumelage
| Ville | Ville   | Pays | Pays        | Période     |
| ----- | ------- | ---- | ----------- | ----------- |
|       | Twyford |      | Royaume-Uni | depuis 2018 |

## Population et société

### Démographie

#### Évolution démographique
L'évolution du nombre d'habitants est connue à travers les recensements de la population effectués dans la commune depuis 1793. Pour les communes de moins de 10 000 habitants, une enquête de recensement portant sur toute la population est réalisée tous les cinq ans, les populations de référence des années intermédiaires étant quant à elles estimées par interpolation ou extrapolation. Pour la commune, le premier recensement exhaustif entrant dans le cadre du nouveau dispositif a été réalisé en 2006.

En 2022, la commune comptait 6 499 habitants, en évolution de +0,7 % par rapport à 2016 (Nord : +0,51 %, France hors Mayotte : +2,11 %).
| 1793 | 1800 | 1806 | 1821 | 1831 | 1836 | 1841 | 1846 | 1851 |
| ---- | ---- | ---- | ---- | ---- | ---- | ---- | ---- | ---- |
| 580  | 653  | 685  | 748  | 792  | 781  | 794  | 846  | 883  |

| 1856 | 1861  | 1866  | 1872  | 1876  | 1881  | 1886  | 1891  | 1896  |
| ---- | ----- | ----- | ----- | ----- | ----- | ----- | ----- | ----- |
| 956  | 1 022 | 1 020 | 1 017 | 1 135 | 1 208 | 1 303 | 1 359 | 1 412 |

| 1901  | 1906  | 1911  | 1921  | 1926  | 1931  | 1936  | 1946  | 1954  |
| ----- | ----- | ----- | ----- | ----- | ----- | ----- | ----- | ----- |
| 1 445 | 1 496 | 1 534 | 1 337 | 1 426 | 1 442 | 1 420 | 1 469 | 1 478 |

| 1962  | 1968  | 1975  | 1982  | 1990  | 1999  | 2006  | 2011  | 2016  |
| ----- | ----- | ----- | ----- | ----- | ----- | ----- | ----- | ----- |
| 3 008 | 3 831 | 6 175 | 6 449 | 7 204 | 6 847 | 6 661 | 6 602 | 6 454 |

| 2021  | 2022  | - | - | - | - | - | - | - |
| ----- | ----- | - | - | - | - | - | - | - |
| 6 472 | 6 499 | - | - | - | - | - | - | - |

#### Pyramide des âges
La population de la commune est relativement jeune.
En 2018, le taux de personnes d'un âge inférieur à 30 ans s'élève à 34,0 %, soit en dessous de la moyenne départementale (39,5 %). À l'inverse, le taux de personnes d'âge supérieur à 60 ans est de 27,1 % la même année, alors qu'il est de 22,5 % au niveau départemental.
En 2018, la commune comptait 3 067 hommes pour 3 354 femmes, soit un taux de 52,23 % de femmes, légèrement supérieur au taux départemental (51,77 %).
Les pyramides des âges de la commune et du département s'établissent comme suit.
| Hommes | Classe d’âge | Femmes |
| ------ | ------------ | ------ |
| 0,4    | 90 ou +      | 0,7    |
| 7,0    | 75-89 ans    | 10,0   |
| 17,4   | 60-74 ans    | 18,6   |
| 19,6   | 45-59 ans    | 20,9   |
| 18,9   | 30-44 ans    | 18,3   |
| 17,2   | 15-29 ans    | 13,5   |
| 19,5   | 0-14 ans     | 18,0   |

| Hommes | Classe d’âge | Femmes |
| ------ | ------------ | ------ |
| 0,5    | 90 ou +      | 1,4    |
| 5,3    | 75-89 ans    | 8,1    |
| 14,8   | 60-74 ans    | 16,2   |
| 19,1   | 45-59 ans    | 18,4   |
| 19,5   | 30-44 ans    | 18,7   |
| 20,7   | 15-29 ans    | 19,1   |
| 20,2   | 0-14 ans     | 18     |

### Enseignement
Cuincy fait partie de l'académie de Lille.

## Économie
Des entreprises de renommée internationale, dont Renault et Lactalis, contribuent à entretenir des emplois sur la commune.

## Culture et patrimoine

### Lieux et monuments
- Le château des Cuincy-Prévost
- Le château des Baudouins
- L'église Saint-Martin. La fresque murale du chœur (Christ) est une œuvre de Robert Bouquillon (1923-2013).
- La chapelle Notre-Dame des Affligés (XIXe siècle)
- Monuments aux morts de Maurice Rogerol
- Douai British Cemetery

Certains monuments ont disparu, notamment détruits par les Allemands lors des Guerres mondiales.
- Champ d'aviation de la Brayelle

### Personnalités liées à la commune

#### Seigneurs de Cuincy
- Jacques Blondel est seigneur de Cuinchy-le-Prévôt et Cuinchy-le-Baudouin au début du XVIe siècle. Il rend de grands et loyaux services sous l'empereur (Charles Quint), est commissaire des monstres (rassemblements militaires) de la gendarmerie à pied et à cheval, gouverneur de Tournai et du Tournaisis jusqu'à l'âge de 70 ans. Il s'estt oujours comporté fidèlement, de même que ses deux frères , tous ayant combattu lors des guerres d'Italie.
- Antoine Blondel, fils de Jacques, bénéficie le 20 septembre 1585 de l'érection de la terre et seigneurie de Cuinchy-le-Prévôt en baronnie, par lettres données à Monçon en Aragon. Il est également seigneur de Monchecourt, Sanssoy, Verquineul (Verquigneul?). Il combat lors des guerres d'Italie et a participé au Grand siège de Malte[19].

#### Autres personnalités
- André Joseph Lemaire (1738-1802), général des armées de la République.
- Eustache Jean-Marie D'Aoust (Marquis d'), baron de Cuincy et autres lieux.Député des états généraux de 1789 représentant la noblesse pour la gouvernance de Douai né le 23 mars 1741 à Douai décédé le 17 février 1808 à Cuincy.

### Héraldique
|  | Les armes de Cuincy se blasonnent ainsi : « De sable à la bande d'or. » |

### Folklore
Cuincy a pour géants Mister Porky, Recyclator et Marguerite Luther, tandis que Tarbouli et Chouchou ont disparu.

## Pour approfondir